# Oulad Freiha
Oulad Freiha (franska: Oulad Freiha (CR), Oulad Freiha (Commune Rurale), arabiska: أولاد فارس الحلة) är en kommun i Marocko.   Den ligger i provinsen Settat och regionen Casablanca-Settat, i den norra delen av landet, 170 km söder om huvudstaden Rabat. Antalet invånare är 10 844.